# Sąd Apelacyjny w Szczecinie
Sąd Apelacyjny w Szczecinie – organ wymiaru sprawiedliwości powołany do rozstrzygania spraw w II instancji mieszczący się przy ul. Mickiewicza 163 w Szczecinie.

## Status prawny
Sąd apelacyjny jest państwową jednostką organizacyjną nieposiadającą osobowości prawnej. Wszystko zaczęło się od uchwalonej przez Sejm w 1990 roku Ustawy z dnia 13 lipca o powołaniu sądów apelacyjnych oraz o zmianie ustawy – Prawo o ustroju sądów powszechnych, Kodeks postępowania cywilnego, Kodeks postępowania karnego, o Sądzie Najwyższym, o Naczelnym Sądzie Administracyjnym i o Krajowej Radzie Sądownictwa (Dz.U. z 1990 r. nr 53, poz. 306), której art. 1 ust. 1 brzmi: „Powołuje się sądy apelacyjne jako sądy powszechne”. 
Zasady finansowania i rozliczania odbywają się według zasad określonych dla jednostek budżetowych oraz szczegółowych zasad prowadzenia gospodarki finansowej i działalności inwestycyjnej sądów powszechnych zawartych w rozporządzeniu ministra sprawiedliwości.
Obszar właściwości apelacji szczecińskiej:
- Sąd Okręgowy w Gorzowie Wielkopolskim
- Sąd Okręgowy w Koszalinie
- Sąd Okręgowy w Szczecinie

## Struktury organizacyjne
Sądy apelacyjne funkcjonują w strukturach sądów powszechnych, które rozstrzygają w drugiej instancji środki odwoławcze od orzeczeń okręgowych sądów, które wydawane są w pierwszej instancji. 
Dotyczy to spraw z zakresu: 
- prawa cywilnego – również gospodarczego, rodzinnego i opiekuńczego przez Wydział I Cywilny,
- prawa karnego – przez Wydział II Karny,
- prawa pracy i ubezpieczeń społecznych – przez Wydział III Pracy i Ubezpieczeń Społecznych,
- sprawowanie nadzoru nad działaniem administracyjnym powszechnych sądów, działalnością notariuszy i organów notarialnego samorządu, działalnością komorników.

W Sądzie Apelacyjnym w Szczecinie utworzono następujący wydziały:
- Wydział I Cywilny.
- Wydział II Karny.
- Wydział III Pracy i Ubezpieczeń Społecznych.
- Wydział IV Wizytacji.

## Historia
W 1949 roku utworzono Sad Apelacyjny w Szczecinie, który obejmował właściwości sądów okręgowych w: Szczecinie, Koszalinie, Słupsku i Wałczu. 1 stycznia 1951 sąd apelacyjny został przemianowany na Sąd Wojewódzki dla województwa szczecińskiego, sądy okręgowe zostały zniesione, a sądy grodzkie przekształcone w sądy powiatowe.
1 stycznia 2005 roku został utworzony Sąd Apelacyjny w Szczecinie.
Prezesi Sądu Apelacyjnego:
1945–1953. Józef Karasiewicz (od 1951 Sąd Wojewódzki).
1953–1957. Stefan Niedźwiedzki (Sąd Wojewódzki).
1957–1962. Alfons Miłkowski (Sąd Wojewódzki).
1962. Bogdan Paruzal (Sąd Wojewódzki).
1963–1966. Eustachy Huzar (Sąd Wojewódzki).
1966–1967. Stefan Niedźwiedzki (Sąd Wojewódzki).
1967–1969. Bogdan Bartosik (Sąd Wojewódzki).
1979–1976. Julian Rutkowski (Sąd Wojewódzki).
1976–1990. Włodzimierz Formicki (Sąd Wojewódzki).
1990–1998. Henryk Romanowski (Sąd Wojewódzki).
2005–2010. Tadeusz Haczkiewicz.
2010–2016. Ryszard Iwankiewicz
2016–2018. Maciej Żelazowski.
2018–2024. Beata Górska,
2024-nadal Maciej Żelazowski.